# فرانسيسكو شيانا
فرانسيسكو شيانا (بالإيطالية: Francesco Scianna)‏ هو ممثل إيطالي، ولد في 25 مايو 1982 بباليرمو في إيطاليا.

## وصلات خارجية
- فرانسيسكو شيانا على موقع IMDb (الإنجليزية)
- فرانسيسكو شيانا على موقع ألو سيني (الفرنسية)
- فرانسيسكو شيانا على موقع أول موفي (الإنجليزية)
- فرانسيسكو شيانا على موقع قاعدة بيانات الفيلم (الإنجليزية)
- فرانسيسكو شيانا على موقع كينوبويسك (الروسية)